# 3 Piscium
3 Piscium är en misstänkt variabel stjärna  i stjärnbilden  Fiskarna.
3 Psc har visuell magnitud +6,21 med amplitud 0,02 utan någon fastställd periodicitet.